# Barranc de Sant Salvador (Serradell)
El barranc de Sant Salvador és un barranc afluent del riu de Serradell que discorre íntegrament pel terme de Conca de Dalt, al Pallars Jussà, dins del seu antic terme de Toralla i Serradell, a l'àmbit del poble de Serradell.
Es forma a la Serra de Sant Salvador, al costat sud-oest del Turó de la Roca de Migdia, entre aquesta i l'ermita de Sant Salvador, des d'on davalla cap al nord-oest per girar aviat cap al nord-est, travessant tota l'Obac de Serradell i passant a llevant de la Plana Estreta i a ponent de la Plana Ampla, pel mig de la partida de les Prats. Al cap de poc s'aboca en el riu de Serradell al sud-est del poble d'aquest mateix nom.